# Oscar Gerardo Fernández Guillén
Oscar Gerardo Fernández Guillén (ur. 22 grudnia 1949 w San Rafael de Oreamuno) – kostarykański duchowny katolicki, biskup diecezjalny Puntarenas od 2003.

## Życiorys
Święcenia kapłańskie otrzymał 8 lipca 1977 i został inkardynowany do archidiecezji San José de Costa Rica. Pracował m.in. jako proboszcz w kilku parafiach archidiecezji, a następnie rozpoczął pracę w seminarium w San José - najpierw jako ojciec duchowny, zaś w latach 2001-2003 jako rektor.
4 czerwca 2003 papież Jan Paweł II mianował go biskupem diecezjalnym Puntarenas. 25 lipca 2003 z rąk arcybiskupa Hugo Barrantesa Ureñy przyjął sakrę biskupią.
W latach 2008-2011 był sekretarzem generalnym, zaś w latach 2011-2017 przewodniczącym kostarykańskiej Konferencji Episkopatu.